# Forceur de blocus
Pour les articles homonymes, voir Blocus (homonymie).

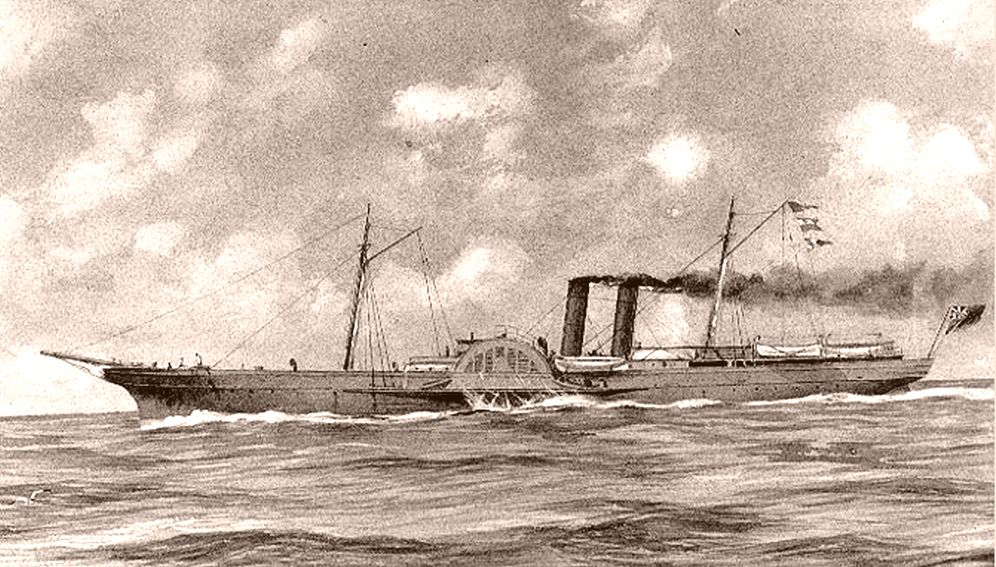
Le forceur de blocus américain The Advance, par R.G. Skerrett, en 1899.

Un forceur de blocus est un navire destiné à fournir les ressources indispensables à des pays ou des régions qui subissent un blocus des forces ennemies en temps de guerre. 
Deux nations en guerre se sont illustrées avec des forceurs de blocus. Les États confédérés d'Amérique (voir Les Forceurs de blocus de Jules Verne, 1871), avec des bateaux rapides construits le plus souvent à Liverpool et, pendant la Seconde Guerre mondiale, l'Allemagne nazie. 
Pour cette dernière, le nom de forceur de blocus peut faire référence à deux types de navires d'usages très différents :
- les sperrbrecher, des navires chargés d'ouvrir la voie à des navires plus importants qu'eux au travers de champ de mines ou en protection aérienne ;
- des navires cargo transformés souvent camouflés en navire neutre. Ils étaient rapides et plus discrets car rééquipés de moteurs diesel à la place des traditionnelles chaudières au charbon, moins puissantes et délivrant un panache de fumée voyant, dotés de batteries anti-aériennes et quelquefois d'un canon de 100  à   130 mm[1]. Ces navires assuraient la liaison entre l'Europe occupée, souvent au départ du port de Bordeaux, et le Japon et l'Indonésie (alors occupée par l'armée japonaise)[1]. Ils amenaient à l'aller des modèles d'engins de combat allemands pour l'amélioration du matériel japonais et revenaient avec des matières premières dont l'industrie allemande manquait, principalement du caoutchouc, de l'étain ou du tungstène[1].

Le terme « forceur de blocus » a également été utilisé par des écrivains de science fiction et fantastique pour désigner des vaisseaux spatiaux utilisés pour le même usage. Notons l'exemple du Tantive IV de Star Wars : Épisode IV.